# 物质女孩
物质女孩（英語：Material Girl）是一部英国浪漫喜剧。本剧是受到《时尚巴比伦》一书启发，讲述了一位年轻的时尚设计师Ali（莱诺拉·克里奇洛饰演）因被辞退而决心与恶毒的前老板一比高下，与合作伙伴Marco（迈克尔·兰德斯饰）一起创立自己的品牌的故事。
6集组成的本剧从2010年1月14日起，于英國廣播公司第一台播出。